# Arros
L'Arros è un fiume francese che scorre nei dipartimenti degli Alti Pirenei e del Gers (Occitania), nell'antica regione dei Midi-Pirenei.

## Geografia
L'Arros è uno dei principali affluenti dell'Adour. Nasce nella Foresta delle Baronnies, a nord del colle d'Aspin, attraversa il dipartimento degli Alti Pirenei da sud verso nord, passando per Bourg-de-Bigorre, Tournay e Chelle-Debat, poi entra nel dipartimento del Gers attraverso Montégut-Arros e Villecomtal-sur-Arros, prima di raggiungere l'Adour sulla sua riva destra poco dopo Plaisance. La sua lunghezza è di 131 km.

### Bacino idrografico
L'Arros attraversa diciotto zone idrografiche per una superficie totale di 1283 km2. Questo bacino idrografico è costituito per il 54,99 % da territori agricoli, per il 38,90 % da foreste e ambiente seminaturale, per il 5,78 % da territori artificializzati, per lo 0,26 % da specchi d'acqua e per lo 0,04 % da zone umide. 
L'Arros è il corso d'acqua del bacino dell'Adour la cui sorgente è la più lontana dall'oceano: 332 km contro 314 km per la sorgente dell'Adour di Payolle.

## Comuni e dipartimenti attraversati
Nei due dipartimenti del Gers e degli Alti Pirenei, l'Arros attraversa cinquantacinque comuni.
- Alti Pirenei: Asque, Esparros, Arrodets, Laborde, Bulan, Lomné, Espèche, Batsère, Avezac-Prat-Lahitte, Sarlabous, Tilhouse, Bourg-de-Bigorre, Benqué-Molère, Bonnemazon, Mauvezin, Artiguemy, Gourgue, Chelle-Spou, Ricaud, Ozon, Tournay, Peyraube, Bordes, Clarac, Moulédous, Goudon, Thuy, Peyriguère, Aubarède, Cabanac, Chelle-Debat, Marseillan, Jacque, Laméac, Saint-Sever-de-Rustan, Buzon.
- Gers: Montégut-Arros, Villecomtal-sur-Arros, Betplan, Haget, Malabat, Beccas, Cazaux-Villecomtal, Sembouès, Saint-Justin, Marciac, Armentieux, Juillac, Ladevèze-Rivière, Beaumarchés, Plaisance, Lasserade, Tasque, Termes-d'Armagnac, Izotges.

## Principali affluenti
(D = alla riva destra; S = Alla riva sinistra)
Nonostante la limitatezza del suo bacino, esso riceve le acque di alcuni affluenti (corsi di oltre 10 km da monte verso valle): 
- (D) il torrente Avezaguet, 10,7 km;
- (S) il torrente di Lalherde, 10,7 km;
- (S) il rio Arrouy, 12,3 km;
- (D) il torrente Lène, 11.2 km;
- (S) il fiume Arrêt, 15.3 km;
- (S) il fiume Arrêt-Darré, 25.5 km;
- (D) il torrente Chella, 11.5 km;
- (S) il torrente Lanénos, 11.1 km;
- (D) il torrente Lurus, 11.8 km;
- (D) il fiume Bouès, 63 km;
- (S) il torrente di Larté, 17 km;
- (S) il torrente Las, 10.6 km.

## Storia
La valle dell'Arros formava, con la valle dell'Adour e i contrafforti dei Pirenei, la Contea di Bigorre. Il pays de l’Arros era denominato « Rustan  » o «Rivière-Haute», diversamente dalla valle dell'Adour, chiamata « Rivière-Basse ».

## Da vedere
L'alta valle dell'Arros è una zona rimarchevole: su circa tre chilometri, dalla risorgiva chiamata l'Oueil dell'Arros, il fiume scorre in una gola. L'umidità ha consentito lo sviluppo d'una foresta dal fascino di giungla, con i suoi alberi e le sue rocce ricoperte di muschi giganti, di licheni e di felci che le donano un aspetto tropicale, dal quale gli viene il soprannome di Piccola Amazzonia dei Pirenei. Questa parte del corso d'acqua, che affianca un sentiero di 6 km tra Banios e Arrodets di scoperte e d'interpretazioni,è compreso in una zona di protezione Natura 2000.
Alcuni bei monumenti segnano la valle dell'Arros, come le abbazie di Escaladieu, non lontano da Tournay (65), di Saint-Sever-de-Rustan (65), la Tour de Termes d'Armagnac (32), o ancora il castello di Gaston Fébus a Mauvezin (65), testimoniano di quali conflitti sono stati perpetrati in questa regione di frontiera.

## Immagini del fiume

Sélezione d'immagini del corso d'acqua.
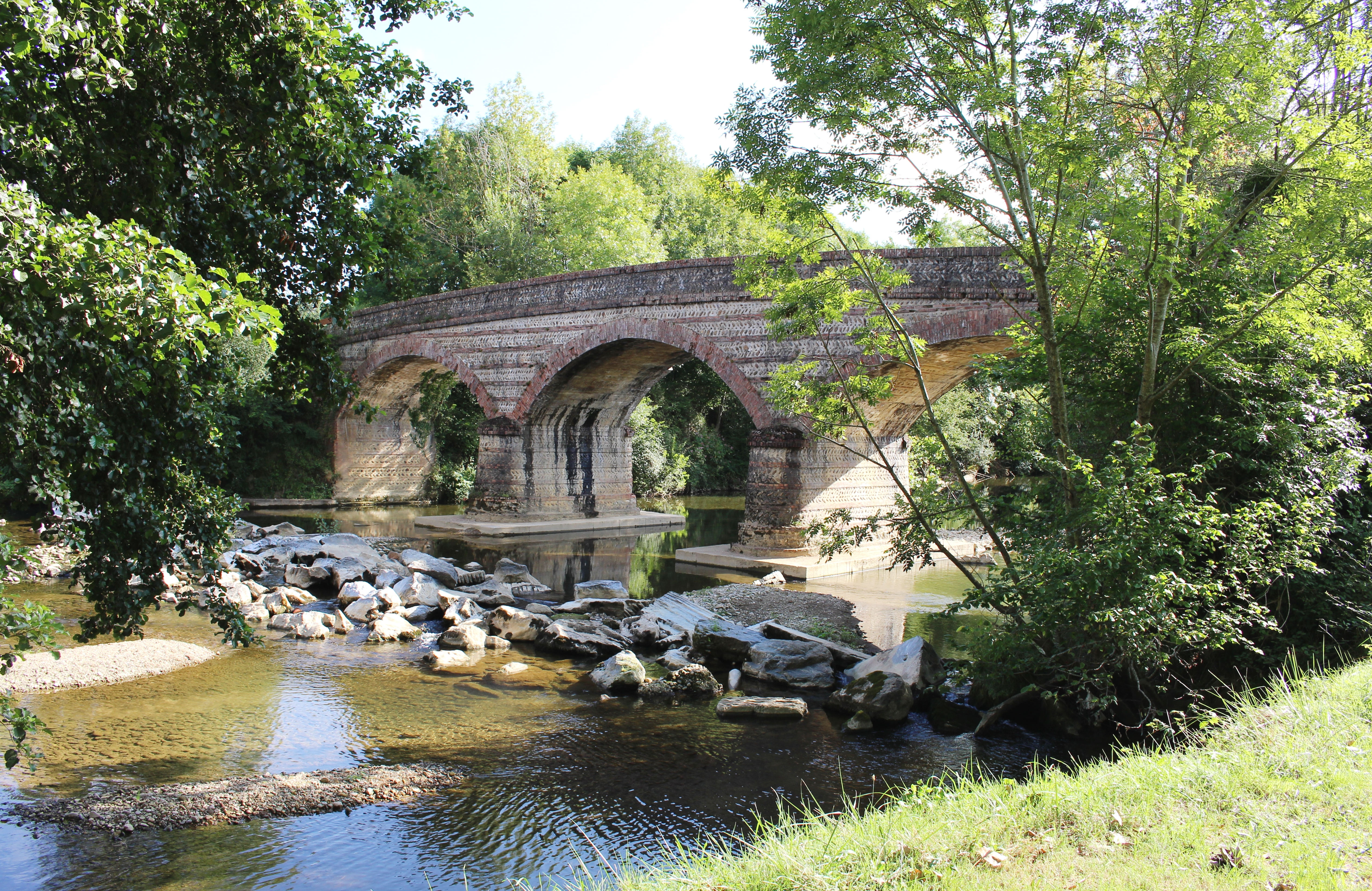
Bordes
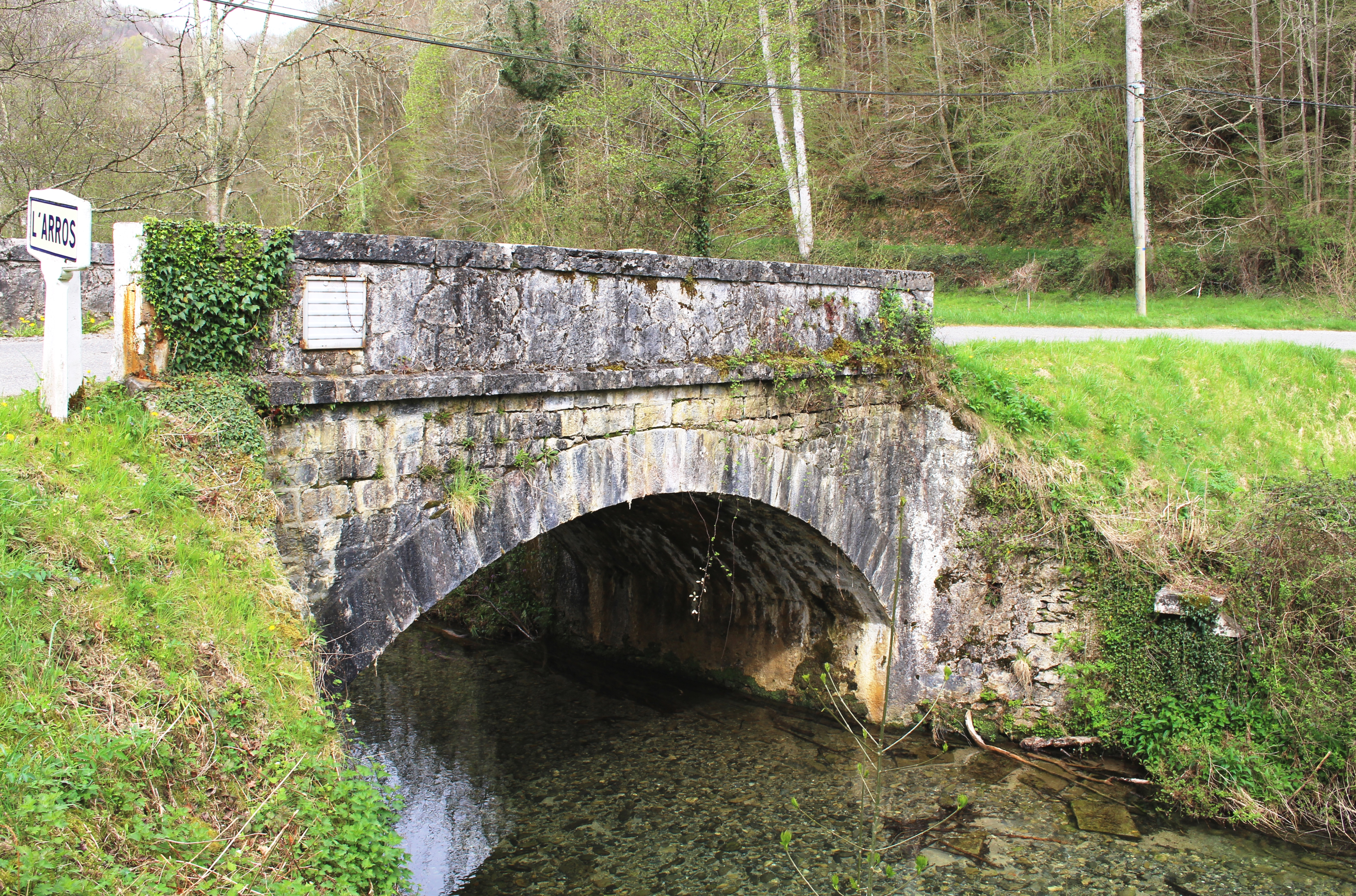
Arrodets
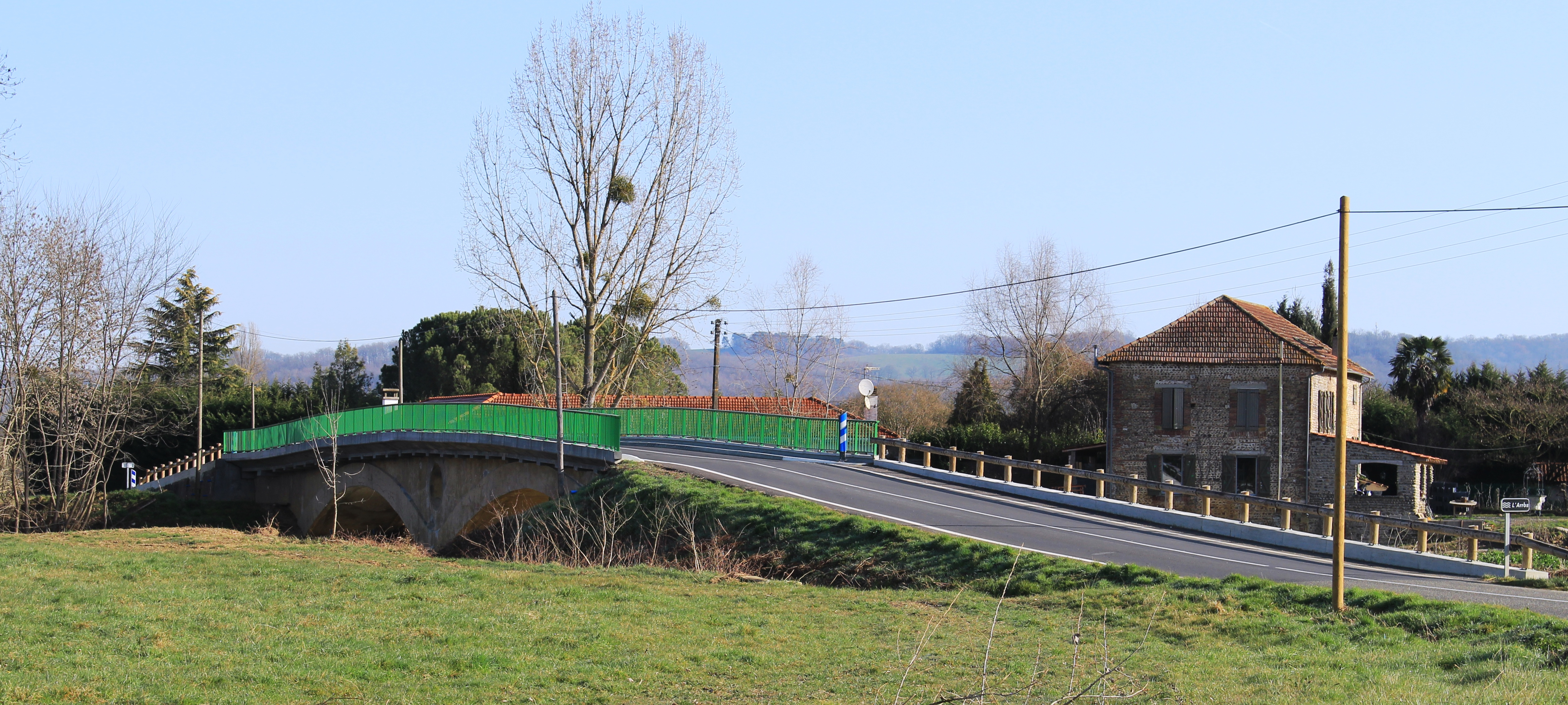
Chelle-Debat
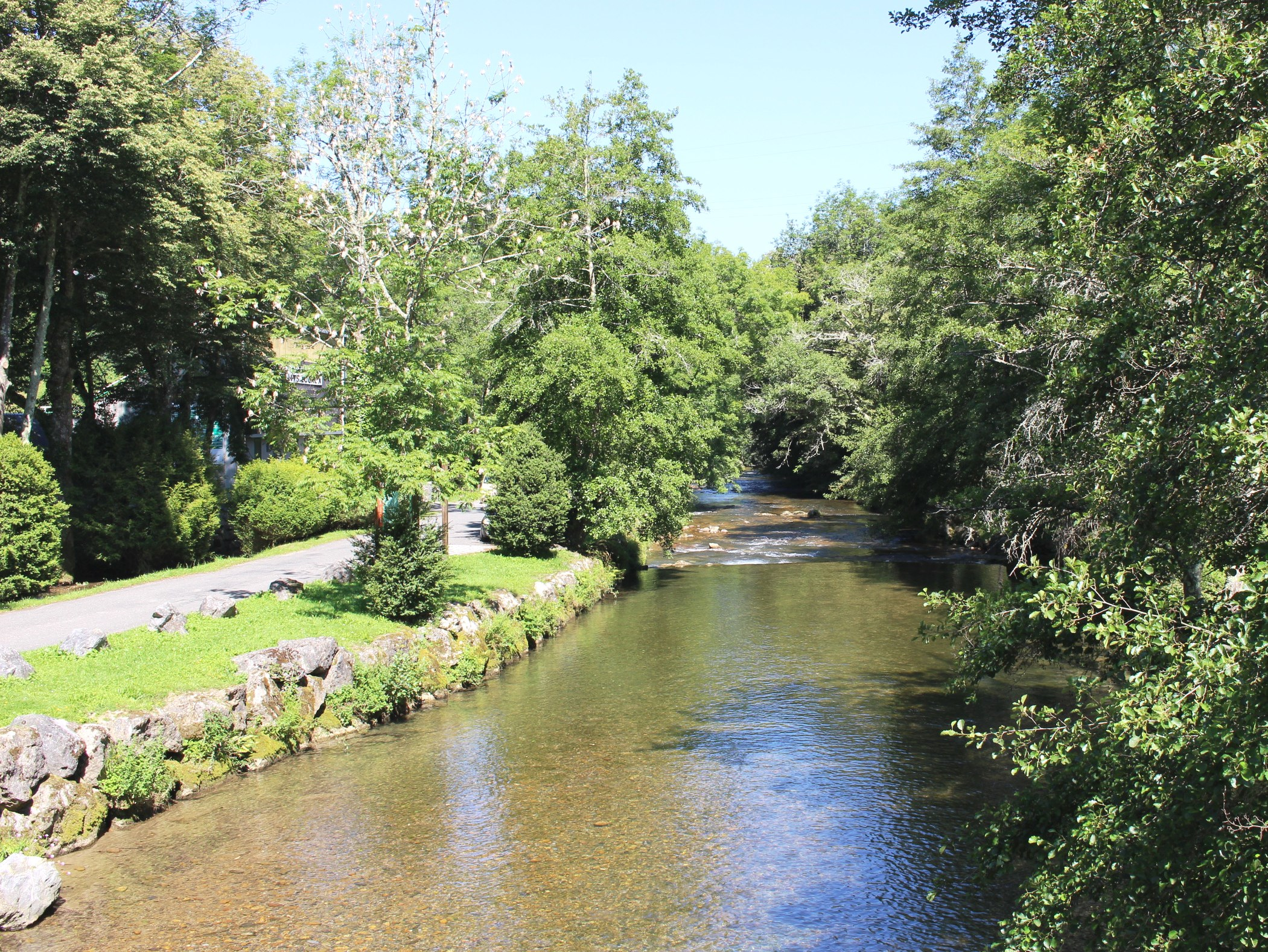
Mulino delle Baronnies